# 市道175号 (台湾)

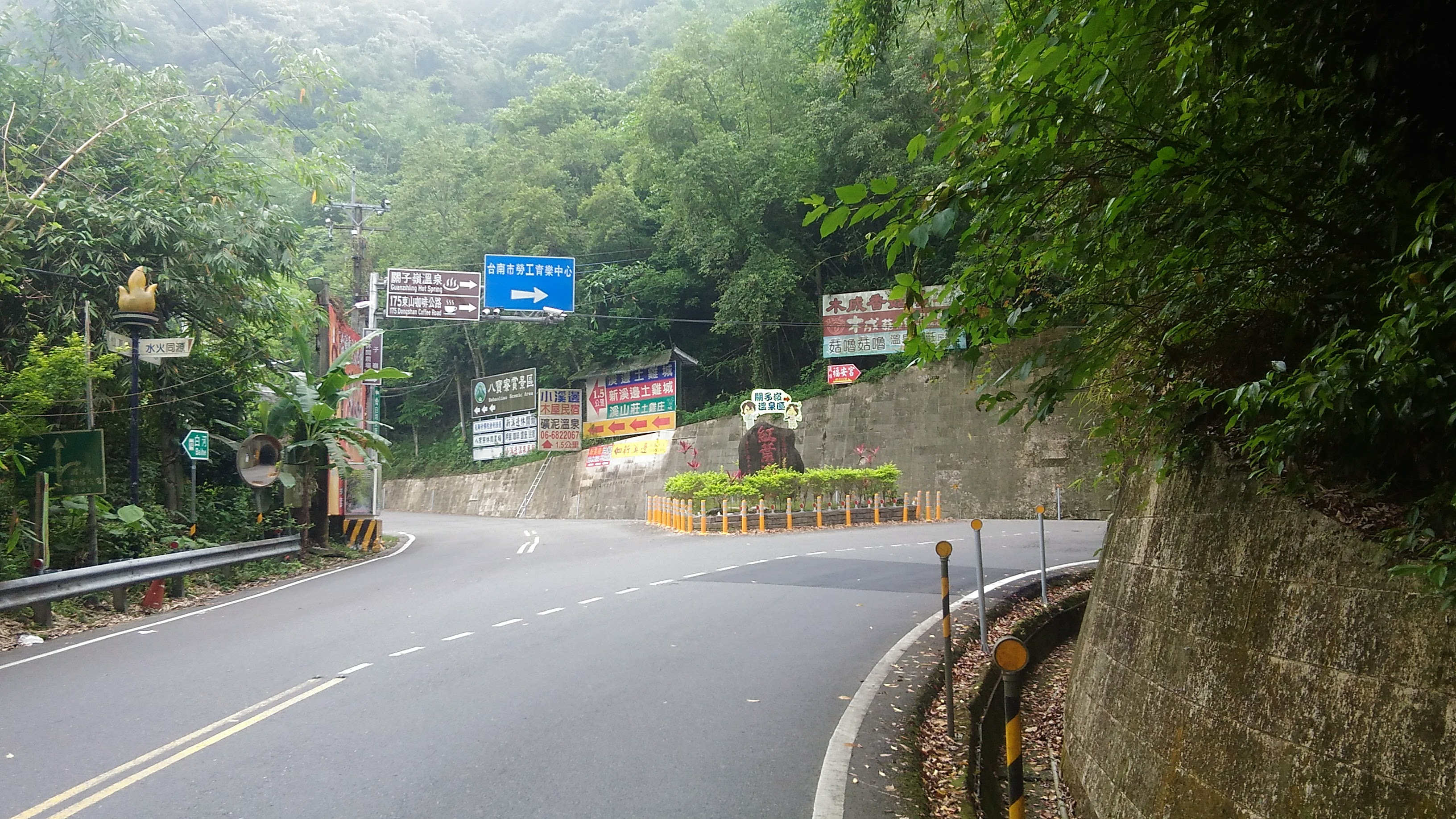
起点付近

市道175号（しどう175ごう）は、台南市白河区関子嶺から同市東山区横路を結ぶ、全長21.416 kmの台湾の市道である。また信号機も使用しない。元は県道であったが、台南県が台南市に統合されたことに伴い2013年に市道となった。この道路の東山区周辺はコーヒーを提供する簡易食堂が多いことから、「175東山咖啡大道」と呼ばれ、東山区の観光地として知られている:64。

## 路線の変遷
- 1961年、台南県安南郷（現在の台南市安南区）十二佃（178線7+010）から、高雄県湖内郷（現高雄市湖内区）太爺（台1線341+758）まで全長23.24 kmの区間を県道175号として設定した。
- 1975-77年、上記区間のうち、十二佃から湖内市街地までが台17線に編入された。また湖内市街地から太爺の区間も郷道高2線に編成されたため、県道175号は廃止された。
- 1983年、関子嶺 - 横路間の道路を県道175号として編成した。
- 2013年、台南県が台南市に吸収されたことに伴い、市道175号に改名された。

## 通過する自治体
- 台南市
  - 白河区
  - 東山区

## 接続する道路
- 市道172号
- 市道172乙線
- 市道174号

## 施設
- 紅葉トンネル
- 関子嶺温泉